# Associazione Calcio Massiminiana 1966-1967
Questa pagina raccoglie le informazioni riguardanti l'Associazione Calcio Massiminiana nelle competizioni ufficiali della stagione 1966-1967.

## Rosa
| N. |                   | Ruolo | Calciatore          |
| -- | ----------------- | ----- | ------------------- |
|    | Italia (bandiera) |       | Piero Aglianò       |
|    | Italia (bandiera) | A     | Angelo Busetta      |
|    | Italia (bandiera) |       | Giuseppe Calanna    |
|    | Italia (bandiera) | C     | Francesco Ciraolo   |
|    | Italia (bandiera) |       | Elio De Vincolis    |
|    | Italia (bandiera) | D     | Giuseppe Forti      |
|    | Italia (bandiera) | D     | Salvatore Manasseri |
|    | Italia (bandiera) | D     | Amedeo Marin        |
|    | Italia (bandiera) | P     | Salvatore Marino    |
|    | Italia (bandiera) | A     | Mario Menotti       |

| N. |                   | Ruolo | Calciatore         |
| -- | ----------------- | ----- | ------------------ |
|    | Italia (bandiera) |       | Elio Parisi        |
|    | Italia (bandiera) | C     | Franco Polizzo     |
|    | Italia (bandiera) | C     | Adelmo Prenna      |
|    | Italia (bandiera) | A     | Antonio Poliafito  |
|    | Italia (bandiera) | C     | Mario Samperi      |
|    | Italia (bandiera) | C     | Francesco Sclafani |
|    | Italia (bandiera) | D     | Michele Sframeli   |
|    | Italia (bandiera) | C     | Antonio Toma       |
|    | Italia (bandiera) | A     | Domenico Ventura   |
|    | Italia (bandiera) | A     | Romano Voltolina   |